# Alsóorbó

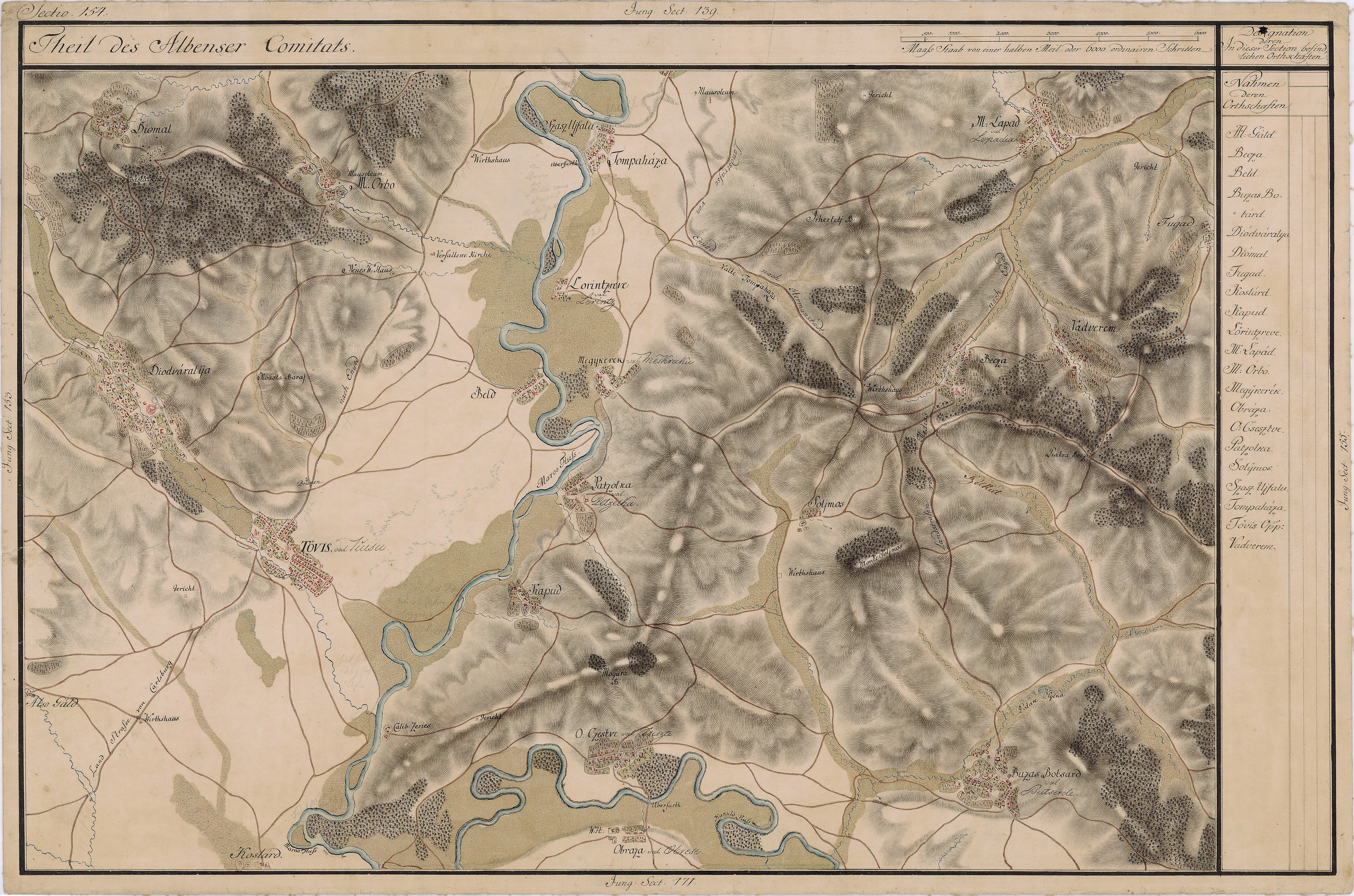
Alsóorbó környéke 1769-1773 között

Alsóorbó (Magyarorbó, románul: Gârbova de Jos, korábban Gârbova Ungurească) falu Romániában, Erdélyben, Fehér megyében.

## Fekvése
Nagyenyedtől hét km-re délnyugatra található. Tőle délre szántóföldek, északra erdő terülnek el.

## Nevének eredete
Szláv eredetű. Töve a vЬrba 'fűzfa' szó, rokonai a délszláv Vrbovo helységnevek. Román neve közvetlen átvétel a szlávból, hiszen az azonos nevű patak felső folyásánál fekvő Felsőorbó és Középorbó már a középkorban is román falvak voltak. Első írásos említése: Vrbo (1282). 1299-ben villa Orbo, 1332-ben Orbow, 1505-ben Nagyorbo, 1733-ban Magyar Orbo, 1760–1762-ben Alsó Orbó.

## Története
1282-ben került az erdélyi káptalan birtokába. A 13–15. században uradalmi központ volt.
A falu eredeti magja a mostani helyétől keletre, a mai E81-es út mentén terült el. A középkor folyamán katolikus, neve későbbi előtagjából következtetve magyar lakosságú volt. Legkésőbb a 17. század elején elpusztult és azután települt be románokkal.
Fehér, később Alsófehér vármegyéhez tartozott.

## Népessége
- 1850-ben 488 lakosából 464 volt román és 21 cigány nemzetiségű; 485 görögkatolikus vallású.
- 1900-ban 650 lakosából 624 volt román és 26 magyar anyanyelvű; 604 görögkatolikus, 20 ortodox és 15 református vallású.
- 2002-ben a belőle kivált, az országút mentén fekvő Cifrafogadóval (Țifra) együtt 534 lakosa volt, közülük 530 román és 4 magyar nemzetiségű; 483 ortodox és 42 görögkatolikus vallású.

## Látnivalók
- Középkori plébániatemplomának romjai a patak és az E81-es út találkozásától 50-70 méterre állnak. A templomot román stílusban építették a 13. században. Első említése 1331-ből származik. Valószínűleg Mezid bég csapatai rombolták le a 15. század elején. Az 1442-ben a törököktől Nagyszeben mellett szerzett zsákmányból Hunyadi János építtette újjá, gótikus stílusban.
- Egy másik, 14–15. századi templomrom a falutól 300 méterre nyugatra, a régi temetőben található.
- A falu ortodox fatemploma 1707-ben épült.